# Notocacteae
Le Notocacteae Buxb., 1958 sono una tribù della famiglia delle Cactaceae, appartenente alla sottofamiglia delle Cactoideae.

## Descrizione

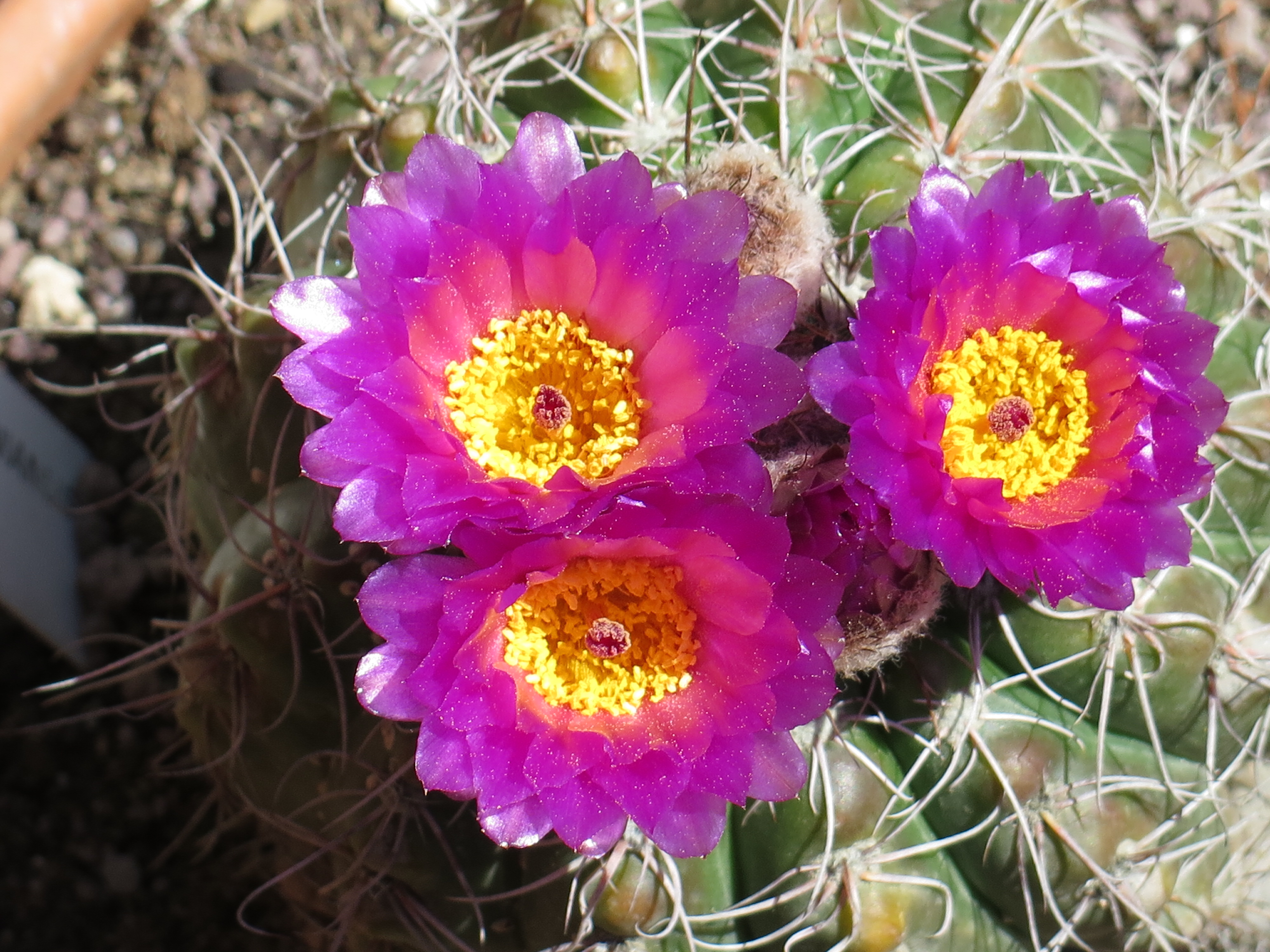
Notocactus uebelmannianus

Le Notocacteae sono piante che crescono solitarie , dal fusto non segmentato e di norma globoso. I fiori sono diurni, di dimensioni medio piccole e crescono dagli apici lanuginosi delle piante. Le areole si presentano con setole o piccoli peli. I frutti, raramente a bacche, possono essere deiscenti o non deiscenti.

## Distribuzione e habitat
Queste piante sono originarie della parte più meridionale dell'America latina.

## Tassonomia
La tribù delle Notocacteae, descritta nel 1958 da Franz Buxbaum, è stata recentemente ridimensionata e comprende solo i seguenti generi:
- Eriosyce Phil.
- Neowerdermannia Fric
- Parodia Speg.
- Yavia R.Kiesling & Piltz

I generi Austrocactus ed  Eulychnia, in precedenza assegnati a questa tribù, sono attualmente inclusi nella tribù Echinocereeae mentre i generi Blossfeldia, Copiapoa e Frailea sono stati segregati ciascuno nella propria tribù monogenerica (rispettivamente Blossfeldieae, Copiapoeae e Fraileeae).